# Predrag Bjelošević
Predrag Bjelošević (cyr. Предраг Бјелошевић; ur. 29 maja 1953 w Banja Luce) – poeta, dramatopisarz i tłumacz z Republiki Serbskiej.

## Biografia
Studiował ekonomię w Belgradzie, następnie literaturę i reżyserię w Banja Luce i Sofii. Ukończył w 1999 studia magisterskie dla reżyserów teatru lalkowego w NATFIZ (Krajowy Narodowej Akademii Sztuki Teatralnej i Filmowej (serb. Krastyo Sarafov National Academy for Theatre and Film Arts)) w Sofii. Od 1993 jest dyrektorem Teatru Dziecięcego Republiki Serbskiej w Banja Luce. Wraz z teatrem brał udział w imprezach w Polsce m.in. w Warszawie, Bielsku-Białej (nagroda specjalna na Międzynarodowym Festiwalu Sztuki Lalkarskiej), Łomży (nagroda Wojewody Podlaskiego) oraz w Rabce. Jest stałym członkiem Akademii Słoweńskiej Literatury i Sztuki w Warnie. Jego wiersze publikował kwartalnik literacko-artystyczny Pobocza, a na język polski tłumaczyła Agnieszka Łasek.
W 2017 został wybrany prezesem Stowarzyszenia Pisarzy Republiki Serbskiej.